# Burg Vehlefanz
Die Burg Vehlefanz ist die Ruine einer Wasserburg im Ortsteil Vehlefanz der Gemeinde Oberkrämer im Landkreis Oberhavel, ungefähr 15 Kilometer nordwestlich von Berlin.
Der Name Vehlefanz könnte sich aus den slawischen Wörtern „velij“ = groß und „vas“ = Bart ableiten.
Neben einem künstlich aufgeschütteten Erdberg ist heute nur noch die Ruine eines Turmes mit einem kleinen Mauerstück aus Backsteinen von der Wasserburg des 14. Jahrhunderts vorhanden.
Bei der frühen Burganlage handelte es sich um eine in der Gegend seltene Turmhügelburg (Motte) von der noch der über 7 Meter hohe Turmhügel (früher sicher mit Palisaden umzogen) mit einem Bodendurchmesser von 62 Meter und einem Plateaudurchmesser von 39 Meter zeugt. Der etwa 7 Meter breite Burggraben wurde 1897 fast vollständig zugeschüttet. Im Nordwesten der Anlage befand sich ein Vorwall.

## Geschichte
Südlich des Dorfes befindet sich ein künstlich aufgeschütteter Berg (Bosselberg), der wohl auch slawisches Material enthält. Auf ihm stand eine – vermutlich in die Zeit der askanischen Besiedlung zurückgehende – frühdeutsche Burg. Ob diese Burg Wohnsitz des in der Mitte des 13. Jahrhunderts mehrfach urkundlich erwähnten Ritters Buchard von Vehlefanz – Sohn des Spandauer Vogtes Albrecht – war, ist unklar. Außer dem Burgberg sind heute keine Reste dieser Burg mehr vorhanden.
Erster urkundlich nachweisbarer Besitzer des Dorfes ist Marquard von Lauterbach. 1355 erwirbt Kopke von Bredow das Dorf. Spätestens seit 1375 befand sich das Dorf im Besitz der Familie von Redern. Die Herren von Redern lassen für die alte – inzwischen wohl nicht mehr bewohnbare – Hochburg eine neue Wasserburg errichten. In der Nähe der Burg schlägt 1412 der Nürnberger Burggraf Friedrich VI. von Hohenzollern (von 1415 bis 1440 als Friedrich I. Kurfürst von Brandenburg) die pommerschen Herzöge Otto und Kasimir.
Als Ersatz für die Wasserburg wurde 1786 ein neues Amtshaus errichtet. Für diesen Neubau wurden vermutlich auch Steine der bisherigen Wasserburg verwendet. Das neue Amtshaus diente 1812 Napoleon kurzfristig als Hauptquartier.

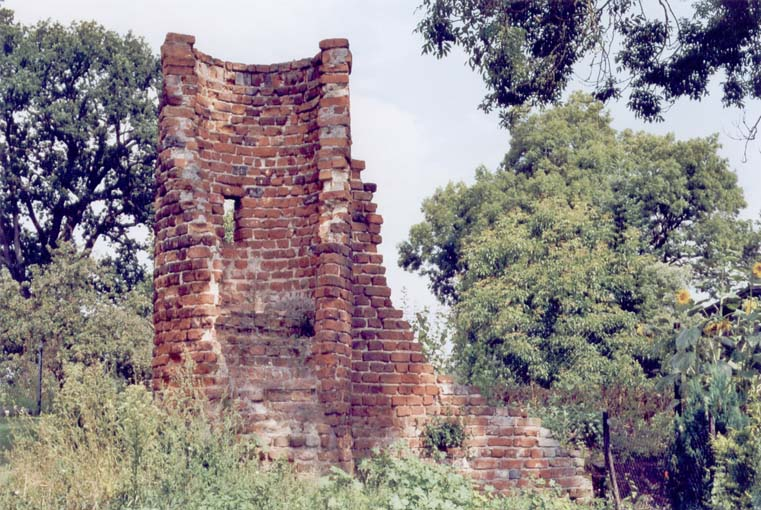
Turmruine mit Mauerrest 2005
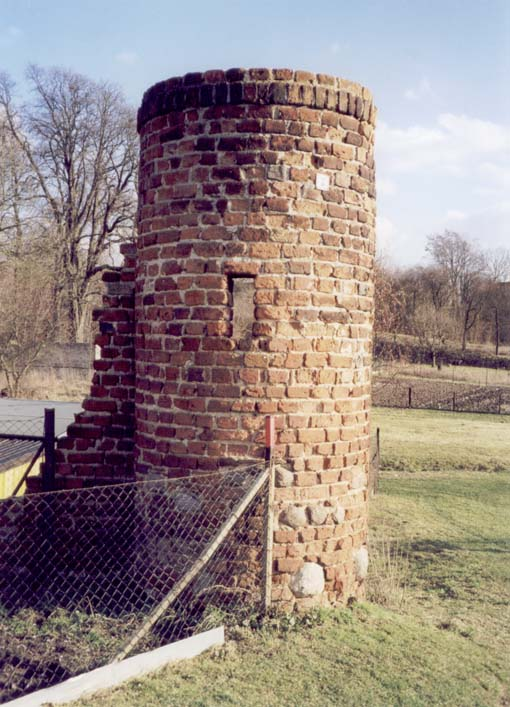
Turmruine 1999
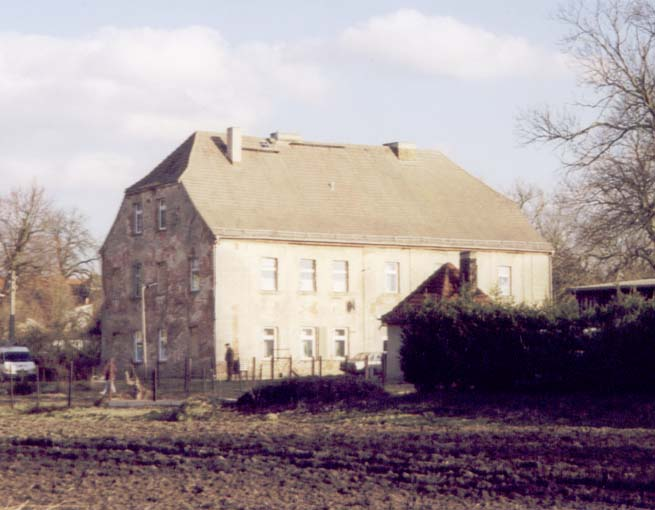
Das Amtshaus 1999